# Krypto-aktives Passiv
Krypto-aktives Passiv (κρυπτός kryptos „verborgen“, „geheim“) ist ein Ausdruck aus der lateinischen Grammatik. Er bedeutet, dass in einer Satzkonstruktion eine passive Verbform verwendet wird, die Bedeutung aber aktivisch ist, d. h., es ist ein verborgenes Aktiv in einer Passivform. Dem sollte bei der Übersetzung Rechnung getragen werden.
Insbesondere wird dieser Ausdruck verwendet bei Partizipialkonstruktionen des Ablativus absolutus (zum besseren Verständnis diesen Artikel mit seinen Beispielen lesen). Dabei steht das Verb in der passiven Form des Partizips der Vorzeitigkeit Passiv (Partizip Perfekt Passiv PPP), um die Vorzeitigkeit der Partizipialkonstruktion zum Hauptsatz auszudrücken. Diese kann nur mit dem PPP ausgedrückt werden, da ein Partizip der Vorzeitigkeit Aktiv nicht existiert. 
Die handelnde Person der Partizipialkonstruktion ist allerdings bekannt (i. d. R. das Subjekt des Hauptsatzes). Sie ist die Trägerin der Handlung und damit handelt es sich eigentlich um eine aktive Konstruktion. Von daher sollte die Partizipialkonstruktion des Ablativus absolutus mit einem aktiven Nebensatz (i. d. R. Temporalsatz mit nachdem) übersetzt werden.

## Beispiel
| Übersetzung | Ablativus absolutus                      | Hauptsatz               |
|             | Patre interfecto                         | Oedipus Thebas venit.   |
| passivisch: | Nachdem der Vater umgebracht worden war, | kam Ödipus nach Theben. |
| aktivisch:  | Nachdem er den Vater umgebracht hatte,   | kam Ödipus nach Theben. |

## Abgrenzung vom Deponens
Nicht verwechselt werden darf das krypto-aktive Passiv mit den Deponentia. Dies sind Verben, von denen nur noch die Passivformen gebraucht werden, allerdings stets in aktiver Bedeutung.